# No Time to Bleed
No Time To Bleed (рус. Нет времени кровоточить) — второй полноформатный студийный альбом американской дэткор-группы Suicide Silence, выпущенный 30 июня 2009 года на лейбле Century Media Records. Альбом помимо стандартного издания, вышел и в лимитированном виде (в нескольких видах). Так, одно из изданий выпущено на виниле тиражом в 2 000 экземпляров; эксклюзивное издание Hot Topic содержит бонус-CD; а также специальное издание «Maximum Bloodshed» содержит DVD, бонус-трек «Misleading Milligrams», 5 коллекционных фотокарточек, большой постер, спец футболку, заказываемую по почте (10 000 экземпляров) и iTunes-версию альбома, включая эксклюзивный бонус этого издания, кавер-версию песни Alice in Chains «Them Bones». Это первый альбом, в записи которого участвует бас-гитарист Ден Кенни.

## Об альбоме
Незадолго до начала фестиваля Mayhem Festival летом 2008 года, на MySpace группа заявила следующее: «Suicide Silence (пишет новый альбом)», что было первым показателем обеспечения предстоящего второго альбома.
Suicide Silence начали работу над альбомом в первой половине 2008 года и планировали записать его чуть позже в этом же году. 26 июня 2008 года вокалист Митч Лакер появился на MTV Headbangers Ball. В интервью он заявил, что альбом будет отличаться от The Cleansing. Кроме того, в интервью он сказал, что это было для того, чтобы сделать альбом лучше, чем The Cleansing.
В интервью, предшествовавшем записи No Time to Bleed, Митч Лакер заявил, что тексты песен в альбоме будут больше сосредоточены на его личных проблемах, а не на политике и религии как в предыдущем альбоме. Митч также упомянул об этих изменениях в песне «Suffer»: в тексте песни есть строка: 

Безжалостное очищение уже началось, и пришло время двигаться дальше.Оригинальный текст (англ.)A ruthless cleansing has already begun and it's time to move on. 
13 марта 2009 Suicide Silence завершили работу над альбомом. Также они загрузили закадровые студийные записи на свой канал на сайте YouTube. 20 апреля была загружена на сайт My Space песня «Lifted». Suicide SIlence неожиданно появились на английском метал и хардкор фестивале, где исполнили в живую песню «Wake Up». С 1 июня 2009 песня «Wake Up» была размещена на официальном сайте для рекламы будущего альбома.
В композиции «…And Then She Bled» содержит воссозданный звонок на экстренную службу 911, который был записан 18 февраля 2009 года. На женщину, Чарлу Нэш, напал одомашненный шимпанзе по имени Тревис. Композиция состоит из сценария, разбитого на части с членами группы, которые исполняют инструментальную музыку таким образом, что она соответствует ситуации, включенной в первоначальную запись. Фил Фримен из Alternative Press заявил, что этот «капризный инструментал, напоминает более тихие моменты в музыке Slipknot».

## Выпуск
Стандартное, iTunes, Hot Topic, винил и Maximum Bloodshed издания альбома были выпущены 30 июня 2009 года. Музыкальные клипы были сняты на песни «Wake Up», «Genocide» и «Disengage». «Wake Up» стал первым клипом группы и стал всемирной премьерой 27 июля 2009 года, режиссёром клипа был Дэвид Бродски. «Genocide» стал первым синглом альбома и был выпущен 20 октября 2009, также на песню был снят клип и был создан ремикс для фильма Пила VI. «Disengage» стал вторым синглом альбома и был выпущен 20 апреля 2010. Группа заявила, что клип был снят в апреле, но показать его решила в июне.
В июне было объявлено о переиздании альбома No Time To Bleed: Body Bag Edition. Переиздание вышло 1 июня 2010 года. Оно включает в себя DVD с неизданными концертами, рекламными видео о создании альбома и альтернативные обложки.

## Список композиций
| №                   | Название               | Длительность |
| ------------------- | ---------------------- | ------------ |
| 1.                  | «Wake Up»              | 3:48         |
| 2.                  | «Lifted»               | 4:08         |
| 3.                  | «Smoke»                | 3:08         |
| 4.                  | «Something Invisible»  | 2:57         |
| 5.                  | «No Time to Bleed»     | 2:22         |
| 6.                  | «Suffer»               | 3:55         |
| 7.                  | «...And Then She Bled» | 4:00         |
| 8.                  | «Wasted»               | 3:13         |
| 9.                  | «Your Creations»       | 3:59         |
| 10.                 | «Genocide»             | 2:17         |
| 11.                 | «Disengage»            | 4:04         |
| Общая длительность: | Общая длительность:    | 37:45        |

| №   | Название                | Длительность |
| --- | ----------------------- | ------------ |
| 12. | «Misleading Milligrams» | 4:18         |

| №   | Название                                | Длительность |
| --- | --------------------------------------- | ------------ |
| 12. | «Them Bones» (кавер на Alice in Chains) | 2:27         |

| №  | Название                         | Длительность |
| -- | -------------------------------- | ------------ |
| 1. | «Unanswered (Live)»              | 2:34         |
| 2. | «Bludgeoned (Live)»              | 3:31         |
| 3. | «The Price of Beauty (Live)»     | 4:09         |
| 4. | «No Pity for a Coward (Live)»    | 4:09         |
| 5. | «Green Monster (Live)»           | 4:27         |
| 6. | «Destruction of a Statue (Live)» | 4:10         |

| №  | Название                   | Длительность |
| -- | -------------------------- | ------------ |
| 1. | «NTTB Episode 1»           |              |
| 2. | «NTTB Episode 2»           |              |
| 3. | «NTTB Episode 3»           |              |
| 4. | «NTTB Episode 4»           |              |
| 5. | «Hot Dog Lesson with Alex» |              |

| №   | Название                                                | Длительность |
| --- | ------------------------------------------------------- | ------------ |
| 1.  | «Lifted (Live From The Galaxy, Santa Ana, CA.)»         |              |
| 2.  | «Your Creations (Live From The Galaxy, Santa Ana, CA.)» |              |
| 3.  | «Unanswered (Live From The Galaxy, Santa Ana, CA.)»     |              |
| 4.  | «Lifted (The Shockhound Sessions Live)»                 |              |
| 5.  | «The Price of Beauty (The Shockhound Sessions Live)»    |              |
| 6.  | «Wake Up (The Shockhound Sessions Live)»                |              |
| 7.  | «No Pity For a Coward (The Shockhound Sessions Live)»   |              |
| 8.  | «Wake Up (Live From Fuel TV's Daily Habit)»             |              |
| 9.  | «Lifted (Live From Fuel TV's Daily Habit)»              |              |
| 10. | «Wake Up (Music Video)»                                 |              |
| 11. | «Disengage (Music Video)»                               |              |
| 12. | «Genocide (Saw VI Remix) (Music Video)»                 |              |
| 13. | «Track by Track»                                        |              |

## Участники записи
Suicide Silence
- Митч Лакер — вокал
- Марк Хейлман — соло-гитара
- Крис Гарза — ритм-гитара
- Ден Кенни — бас-гитара
- Алекс Лопез — ударные

Технический персонал
- Machine — продюсер, микширование, звукоинженер, музыкальное программирование
- Клинтон Бредли — музыкальное программирование
- Джерри Клабб — менеджмент
- Джейсон ДеЗузио — звукоинженер, цифровое издание, трекинг, монтаж
- Стив Джо — A&R, менеджмент
- Колин Маркс — фотограф
- Карлос Гарсия — трекинг
- Билл Пьюрцелл — ассистент, цифровое издание
- Уилл Патни — цифровое издание, микширование, звукоинженер, трекинг
- Адам Шоллер — монтаж